# 城中公园
31°34′49″N 120°17′49″E / 31.58018°N 120.29705°E
城中公园，位于无锡市中心崇安寺街区，旧名锡金公园、无锡公园，俗称公花园。该园是中国由本国民众最早兴建的城市公园，其始于1906年，并逐年拓增，形成现状。

## 简介
无锡城中公园所在地于战国时期为春申君倚白水荡修建的行宫，东晋时王羲之曾在此居住而留有“右军涤研池”，明代又建有园林方塘书院和后乐园，清代秦氏增建池上草堂等，古迹迭有存废。光绪三十一年（1905年），地方绅士裘廷梁、俞复等人倡议，将此地开辟为园林，造福乡梓。彼等平整洞虚宫道院和僧舍废址，推土筑山，修建蓼莪亭，镌刻“松崖”石，将岸桥弄俞宪“独行园”中绣衣峰太湖石移来，公园四周围以铁栅，定名锡金公园，形成了公园的最初形态。
辛亥革命以后，公园开始规划建设。当时无锡军政府改拆周围的废弃寺庵道观，充作公园用地；截留盛宣怀在锡资产款两万元，取其一部分充作经费，由政府专职负责建设，并正式定名为“城中公园”。这与工运路的开拓、图书馆的建造并称为“三大德政”。
建设初，特聘日本园艺家松田设计，从日本引进樱花、铁蕉等，植于公园西北，“暮春花发，远望如银云出岫，奇艳莫匹”，使公园留下了海东风格。1914年，白水荡一带的方塘书院、后乐园划归公园，于是辟建沿池小道，更添优雅。1917年，钱基博撰 《无锡公园创制记》，刻于书条石置于公园内。不久，池上草堂旧址也收归公园。1921年，又购入方塘以北土地，用以建设。次年，又建兰簃、西社、宝塔等景观，时昆曲名社天韵社入驻兰簃。也正是从是年起，公园始开设茶铺、并出租店面，收入均投入建园。
在1922年这一年，公园还出版了画册图集，介绍公园景致，当时共计有二十四景，分别是：“绣衣拜石、多寿春禊、芳堤柳浪、草堂话旧、松崖挹翠、樱丛鸟语、药槛敲棋、桃林披锦、清风斗茶、方塘引鱼、涵碧伫月、琼树朝霞、白水试泉、兰簃听琴、西社观荷、藤荫逭暑、碧云挈榼、花坞看云、天绘秋容、枫径斜阳、小苑天香、东篱品菊、杉亭咏雪、石崦问梅”。
1929年，由寅、卯、辰、巳四届举办公寿的同庚会集资建造“同庚厅”于白水荡北，此后公园西部新建有“九老阁”，为1933年杨筱荔、杨荫北、杨味云、杨幼梅、杨心裁、杨通声、江焕卿、蒋遇春、丁鉴如九位老人共同出资建造，由吳稚暉书写匾额，匾毁于“文革”。至此，公园布局及建筑大致固定，其貌一直保持到“文革”前。
2005年崇安寺地区进行改造，融公花园、洞虚宫遗址、图书馆钟楼为一体。公园基本保持原有格局，但白水荡只留下一条狭长水域，犹如小溪，其余荡底被抹上水泥，下建地下停车场，虽再贮池水，但千年古荡就此消失。
城中公园从其诞生伊始，从未收过门票，民国时，更为保护公园风景而禁止在园墙周围破墙开店。百年来，公园不仅为无锡的都市绿宝石，也是各种社会活动的见证。2006年，城中公园被公布为江苏省文物保护单位。

## 图集
- 公花園後門
- 白水蕩
- 崑曲名社天韻社
- 王羲之洗硯池